# Kissi (Volk)

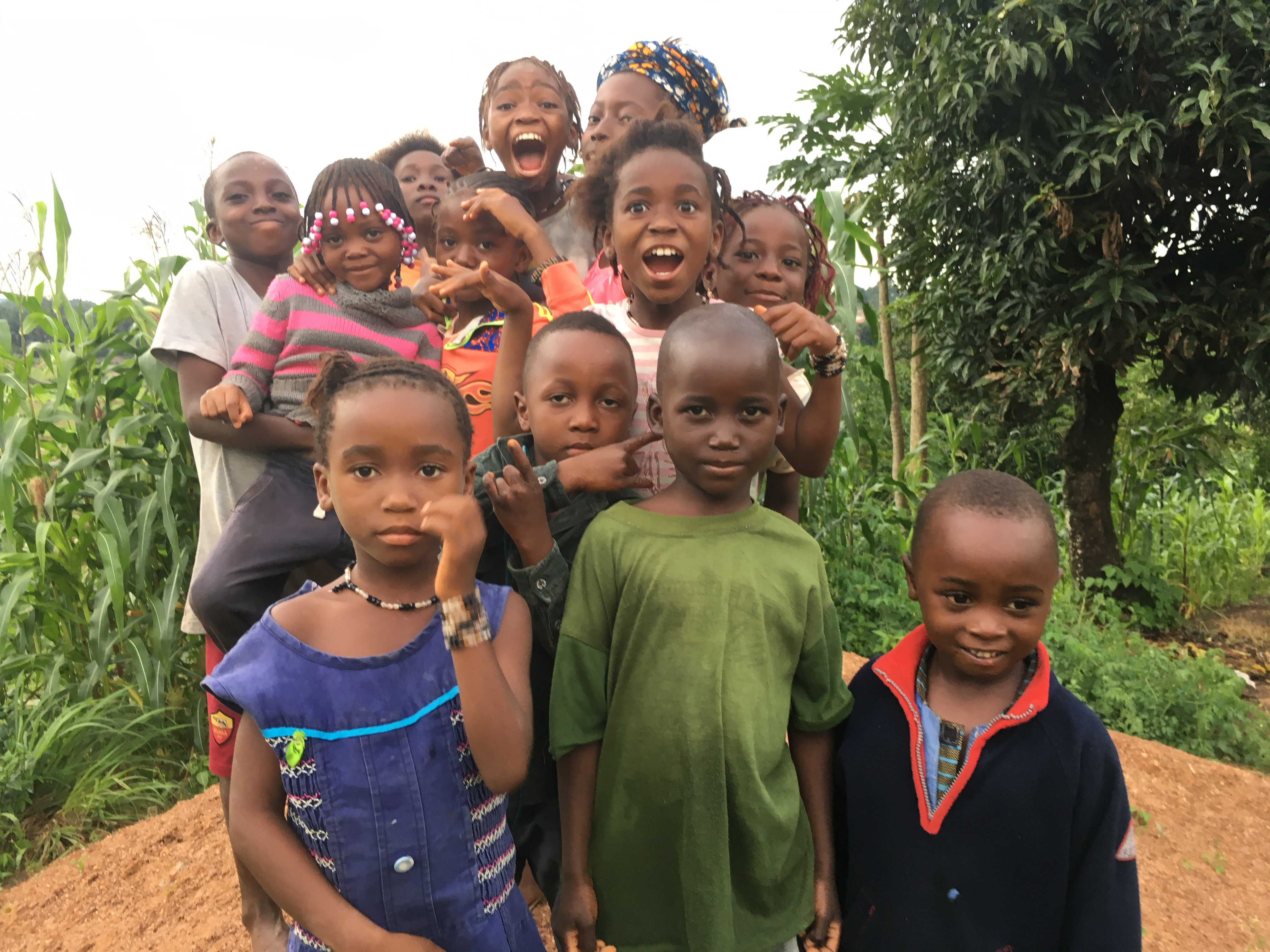
Kissi-Kinder in Kissidougou (2019)

Die Kissi sind eine Ethnie in Westafrika. Sie sind in Liberia, Sierra Leone und im Süden Guineas (Waldguinea) ansässig und haben eine Bevölkerungszahl von etwa 526.000. In Sierra Leone leben (Stand 2015) knapp 176.000 Kissi, die 2,5 Prozent der Gesamtbevölkerung des Landes ausmachen.

## Kultur

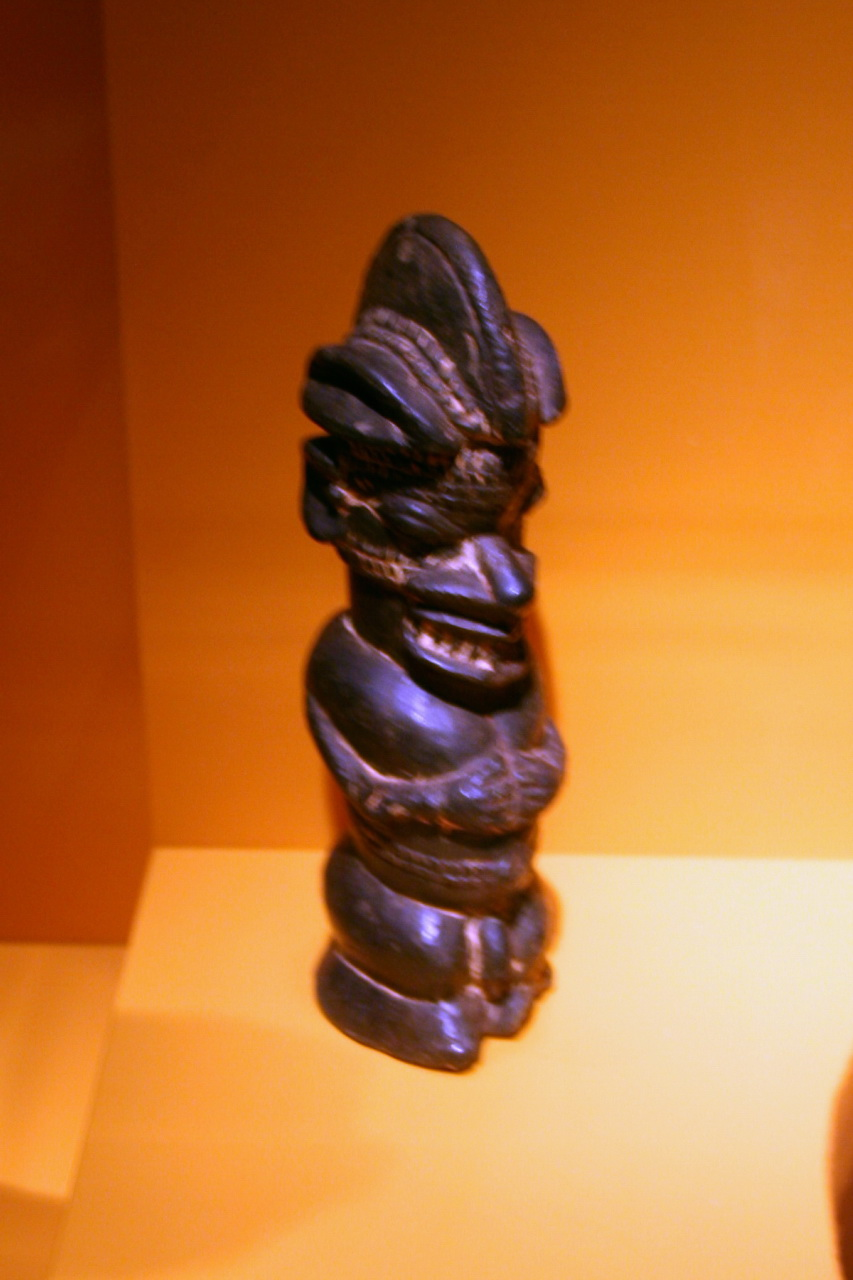
Steinfigur aus dem 16. oder 17. Jahrhundert; von den Kissi verwendet

Ihre Sprache ist die atlantische Sprache Kissi, wobei auch viele andere, verbreitetere Sprachen, wie in Sierra Leone Mende, Temne oder Krio verwenden. Es gibt unter den Kissi sowohl Christen als auch Muslime und Animisten. Die alten Menschen spielen in der Gesellschaft der Kissi eine wichtige Rolle. Die Beschneidung von Frauen und Mädchen ist unter ihnen verbreitet.
Typische Kissi-Namen sind für Jungen Saa, Saah, Sarh (erster Sohn) und Tamba (zweiter Sohn) und für Mädchen Sia (erste Tochter), Kumba (zweite Tochter) und Finda (dritte Tochter).

## Wirtschaft

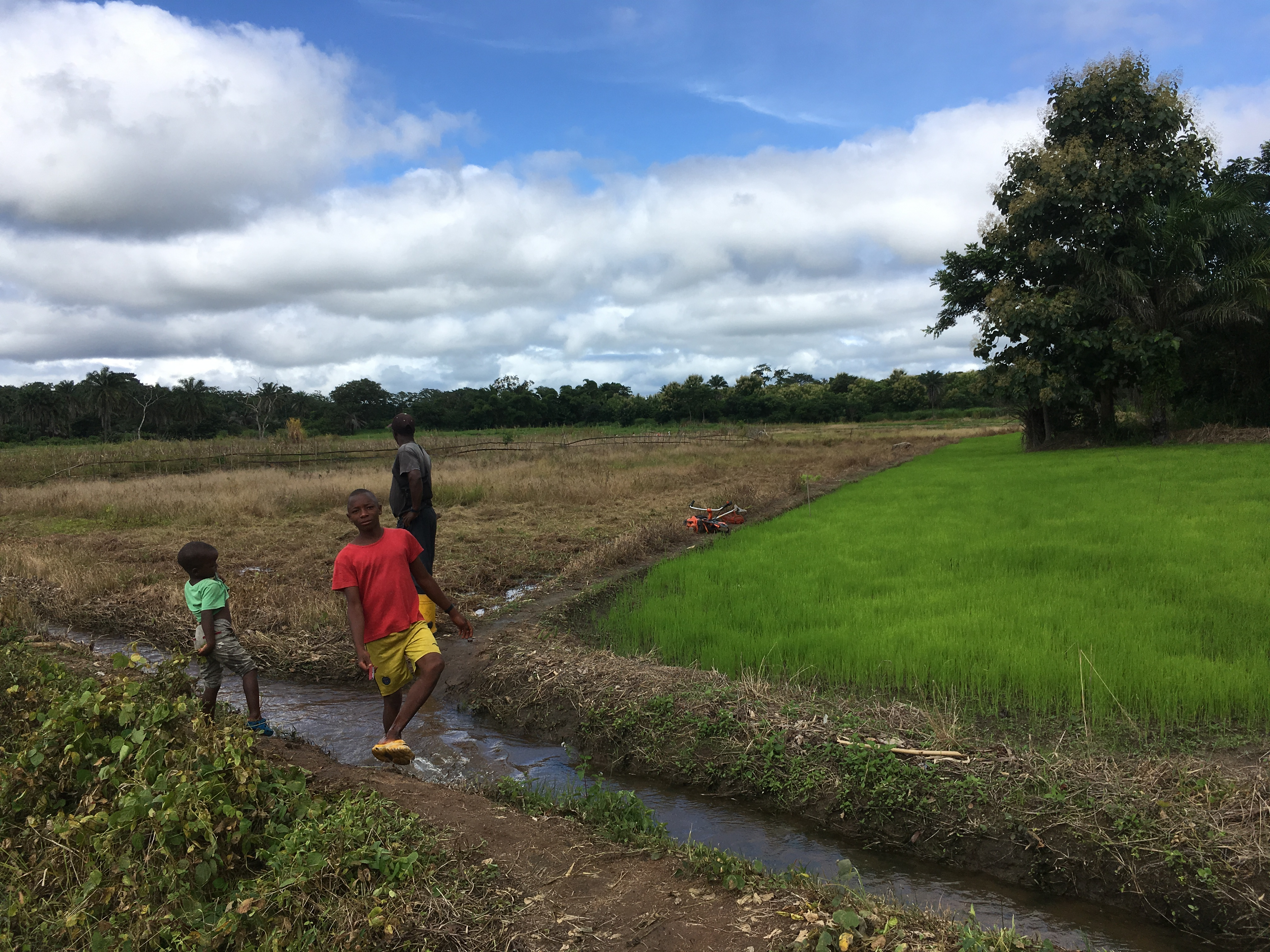
Reisfeld bei Kissidougou (Juli 2019)

Die meisten Kissi sind Pflanzer, ihre wichtigste Nahrungsquelle ist der Reis, auf dessen Anbau sie spezialisiert sind. Das Alltagsleben wird vom Anpflanzen in der Regenzeit und vom Ernten und Verarbeiten in der Trockenzeit bestimmt. Trockenreis wird auf Berghängen und Hügelrücken der südlichen Feuchtsavanne angebaut. Nassreis wird ohne künstliche Bewässerung, sondern in natürlichen Sümpfen von Talsenken, die von Flüssen durchzogen sind, im nördlichen Regenwald angelegt. Sie werden von den Kissi und auch andern Ethnien bafond genannt.